# Тайлер, Мартин
Ма́ртин Брю́с Та́йлер (англ. Martin Bruce Tyler; 14 сентября 1945, Честер, Чешир, Англия, Великобритания) — британский футбольный комментатор и тренер. Он наиболее известен как главный комментатор британских телеканалов Sky Sports и «голос» английской Премьер-лиги с 1990 по 2023 год, а также как комментатор в футбольных симуляторах серии FIFA с 2006 по 2019 год.
Тайлер начал работать спортивным журналистом в 1970-х годах, после короткой карьеры футболиста в полупрофессиональных клубах. В 1974 году он впервые записал комментарий, который попал в эфир телеканала ITV. К концу 1980-х Тайлер стал одним из основных комментаторов ITV и работал для общенациональной аудитории Великобритании на нескольких чемпионатах мира.
В 1990 году Тайлер покинул ITV и перешёл в новую телесеть British Satellite Broadcasting (BSB) в качестве главного футбольного комментатора. В 1992 году BSB, реорганизованная в BSkyB, стала основным британским вещателем только что образованной Премьер-лиги, и Тайлер вёл репортажи с матчей этого соревнования на каналах Sky Sports с первого сезона до конца сезона 2022/2023. В 2003 году Премьер-лига признала Тайлера «комментатором десятилетия».
Работу на Sky Sports Тайлер совмещал с трансляциями для зрителей в Австралии и США. Из девяти чемпионатов мира с 1990 по 2022 год восемь Тайлер комментировал на каналах австралийской компании Special Broadcasting Service (SBS), а ещё один (ЧМ-2010) — на американских ESPN и ABC. После ухода со Sky Sports в 2023 году и короткой болезни Тайлер снова стал комментировать матчи Премьер-лиги и Лиги чемпионов УЕФА.
В видеоиграх голос Тайлера используется с 1997 года. В 1999—2000 годах компания Electronic Arts выпустила несколько официальных игр Премьер-лиги с комментарием Тайлера. С 2006 по 2019 год Тайлер был комментатором в играх FIFA, главной серии футбольных симуляторов от Electronic Arts.
Помимо работы комментатором, с 2005 года Тайлер сотрудничает с футбольным тренером Аланом Доусоном. Они вместе работали в нескольких полупрофессиональных и профессиональных клубах: Доусон — главным тренером, Тайлер — его ассистентом. На конец сезона 2023/24 последним клубом, который тренировали Доусон и Тайлер, был «Хемел Хемпстед Таун».

## Ранние годы
Мартин Брюс Тайлер родился 14 сентября 1945 года в Честере, столице английского графства Чешир. Родители Тайлера, Алан Тайлер и Сьюзен Джонс, встретились во время Второй мировой войны, когда Алан служил в Чеширском полку. Когда война закончилась, Алан и Сьюзен поженились и через несколько месяцев после рождения Мартина переехали в Суррей, родное графство Алана. 
Тайлер учился в Королевской грамматической школе в Гилдфорде, где началась его многолетняя дружба с Бобом Уиллисом. Оба играли за школьные крикетные команды. Для Уиллиса так началась успешная карьера в крикете, в ходе которой он стал капитаном сборной Англии. В школьные годы Тайлер часто ездил на каникулах в Чешир к родственникам матери, которые владели гостиницей в общине Олдерси (англ. Aldersey). Джонсы тоже очень любили крикет, некоторые члены семьи даже играли за клуб «Честер Боутон Холл» (англ. Chester Boughton Hall) и за команду Чешира в чемпионате малых графств. 
Несмотря на большую роль крикета в детстве и юношестве Тайлера, он больше заинтересовался футболом. В раннем возрасте он стал болельщиком «Уокинга» из Суррея, который тогда выступал в Истмийской лиге, и впервые попал на матч «Уокинга» в декабре 1953 года, в 8 лет. В сезоне 1957/1958 Тайлер побывал на каждом матче «Уокинга» в победном для него розыгрыше Любительского кубка Футбольной ассоциации (англ. FA Amateur Cup). Финал турнира проходил в Лондоне на «Уэмбли», главном стадионе Англии, и Тайлер смотрел его вместе со своим другом. Когда тот из-за волнения перестал смотреть на поле, Тайлер стал комментировать матч для него.
Также Тайлер следил за более успешным клубом «Честер» (позже — «Честер Сити»). В 1960-х у него появился любимый игрок — нападающий Рон Дейвис, игравший за «Честер» до 1962 года.
С 1964 по 1968 год Тайлер учился в Университете Восточной Англии в Норидже и играл за университетскую футбольную команду на позиции нападающего, как и Дейвис. Окончив университет, Тайлер связался с клубом «Коринтиан-Кэжуалз», который часто играл против «Уокинга» в Истмийской лиге и брал игроков из университетов, и предложил свои услуги. Секретарь клуба согласился, и после нескольких игр за резервные команды Тайлер сыграл свой первый официальный матч в День подарков (26 декабря) 1968 года.
За «Коринтиан-Кэжуалз» Тайлер продолжил играть до лета 1973 года, в основном — за вторую команду. В начале 1970-х он стал параллельно тренироваться с клубом «Уилдстон», но от предложения играть за него отказался, потому что не был уверен в качестве своей игры. «Уилдстон» выступал на более высоком уровне, чем «Коринтиан-Кэжуалз», поэтому, по словам Тайлера, если бы он принял предложение, его телевизионная карьера могла бы не начаться.

## Карьера комментатора

### ITV
В годы учёбы в Университете Восточной Англии Тайлер не только играл в футбол, но и писал заметки о матчах для университетской газеты. После окончания университета он короткое время работал в области исследования рынка, а затем вернулся в университет и написал книгу, которую не смог опубликовать. Футбольная карьера не приносила Тайлеру существенного дохода, и он получал государственное пособие по безработице.
В начале 1970-х Тайлер узнал от девушки, с которой тогда встречался, что издательство Marshall Cavendish начало работу над партворком Book of Football. В мае 1971 года он присоединился к коллективу авторов партворка. В то же время он стал литературным негром известного футбольного журналиста и бывшего игрока Джимми Хилла и писал его колонки в газете News of the World.
Для работы над Book of Football Тайлер отсматривал записи матчей, которые имелись в распоряжении London Weekend Television (LWT), лондонской телекомпании — части телесети ITV. После того как публикация Book of Football завершилась и Тайлер отказался работать над другим партворком, не относящимся к спорту, летом 1973 года LWT предложила ему работу помощником редактора футбольных программ The Big Match и On the Ball. Сначала Тайлер отказался, чтобы продолжить карьеру футболиста, но Хилл в личной беседе переубедил его, и Тайлер стал работать на LWT.
В октябре 1974 года Тайлер взял с собой на игру между «Арсеналом» и «Куинз Парк Рейнджерс» диктофон и записал на него свой комментарий к матчу. Позже он дал послушать запись своим начальникам на LWT, но не получил реакции. Через два месяца другой телекомпании сети ITV, Southern Television в южной и юго-восточной Англии, потребовался комментатор на один матч, и 28 декабря 1974 года Тайлер дебютировал в качестве комментатора на матче Второго дивизиона «Саутгемптон» — «Шеффилд Уэнсдей». Спустя полтора месяца Тайлер начал комментировать матчи для Southern Television на постоянной основе, в то же время продолжая работать на прежней позиции в LWT.
В 1976 году Тайлер перешёл из Southern Television в Yorkshire Television, которая владела лицензией от ITV в Йоркшире. Ещё через пять лет, в 1981 году, он снова сменил регион и стал работать на родном для него северо-западе Англии в Granada Television. В обеих компаниях Тайлер был основным комментатором, и репортажи о матчах с его комментарием регулярно транслировались в обзорных футбольных программах ITV.
Ещё в годы работы на Yorkshire Television работа Тайлера впечатлила общенациональное руководство ITV. В 1978 году он вошёл в команду комментаторов, которая отправилась в Аргентину освещать чемпионат мира, несмотря на то что британский Национальный союз журналистов выразил опасение по поводу политического режима в Аргентине и рекомендовал отказаться от поездки. На ЧМ-1982 в Испании Тайлер был уже основным комментатором ITV: он работал на всех матчах сборной Англии, а также прокомментировал финал в паре с Ианом Сент-Джоном. В той же командировке в Испанию Тайлер встретил свою будущую жену Полу.
На протяжении 1980-х Тайлер оставался одним из основных голосов ITV. В 1983 году ITV начала прямые трансляции матчей английских лиг, и Тайлер сразу стал частью пула комментаторов на этих эфирах. Ему были доверены почти все важнейшие матчи Евро-1984 во Франции и чемпионата мира 1986 года в Мексике, в том числе четвертьфинал мексиканского ЧМ между Аргентиной и Англией — одна из самых известных игр в истории чемпионатов мира. Однако главным комментатором ITV считался Брайан Мур: он комментировал финал ЧМ-1986, а также постоянно работал на финалах Кубка Англии. При Муре Тайлер оставался «вторым номером».

### Sky Sports
Тайлер знал, что будет уже не так сильно задействован на чемпионате мира 1990 года в Италии, потому что основным комментатором ITV на этом турнире будет Мур. В январе того года Тайлера пригласили на собеседование в новую телекомпанию British Satellite Broadcasting (BSB), которая собиралась запускать пять спутниковых каналов, в том числе спортивный — The Sports Channel. Несколько сотрудников телеиндустрии, знакомых Тайлеру, не приняли предложения BSB из-за того, что сочли будущее новой компании ненадёжным. Тайлер тоже сомневался, но ему понравилась идея канала, посвящённого только спорту, с большим количеством прямых трансляций. ITV и BBC были вещателями общего назначения, зачастую могли показывать соревнования только в записи или в обзорных программах и помещали их в сетку передач по остаточному принципу. Агент Тайлера, Джон Хоки, озвучил ему те же соображения о Муре и спортивном канале и убедил его подписать договор с BSB. 
The Sports Channel начал вещать 25 марта 1990 года. Тайлер был комментатором на обеих первых прямых трансляциях канала: 28 марта — на товарищеском матче между сборными Англии и Бразилии, а 1 апреля — на игре чемпионата Шотландии между «Рейнджерс» и «Селтиком» (дерби Old Firm). Оба репортажа Тайлер вёл вместе с Энди Греем. Этот комментаторский дуэт просуществовал после этого ещё больше 20 лет. 
С момента выхода на рынок British Satellite Broadcasting конкурировала с другой спутниковой телесетью, Sky Television. Обе компании в течение 1990 года несли убытки, но положение BSB быстро стало настолько плачевным, что в ноябре она была вынуждена объединиться со Sky Television фактически на условиях поглощения. Объединённый вещатель получил название British Sky Broadcasting (BSkyB), а The Sports Channel в апреле 1991 года был переименован в Sky Sports. По условиям слияния компаний, Тайлер, Грей, Ричард Киз и другие сотрудники спортивной редакции BSB продолжили работать в BSkyB, но чувствовали неопределённость по поводу своего будущего. 
В 1992 году из первого дивизиона английской Футбольной лиги образовалась Премьер-лига, и в мае BSkyB в упорной борьбе с ITV получила эксклюзивные права на прямые трансляции матчей нового соревнования на территории Великобритании. Это сотрудничество обеспечило стабильность, а затем — и долгосрочный успех BSkyB, а Премьер-лига за первые 10 сезонов своего существования стала самой популярной футбольной лигой в мире. Тайлер как главный комментатор Sky Sports стал голосом Премьер-лиги, а после того как BSkyB начала трансляции европейской Лиги чемпионов в 2003 году, Тайлер комментировал и матчи этого соревнования, в том числе финалы. 
По случаю своего десятилетия Премьер-лига в 2003 году официально отметила главных личностей и моменты в своей истории, в том числе признала Тайлера, который вёл для Sky Sports репортажи с основных и самых памятных матчей, «комментатором десятилетия». Лучшим матчем первых 10 сезонов Премьер-лига назвала игру между «Ливерпулем» и «Ньюкасл Юнайтед» в апреле 1996 года — её тоже комментировал Тайлер, позже он несколько раз называл её своей любимой. 
В 2007 году BSkyB вынужденно перестала быть единственным вещателем Премьер-лиги в Великобритании: Европейская комиссия сочла процесс распределения прав на трансляции несправедливым и договорилась с лигой, что вещателей должно быть минимум два. Перед сезоном 2007/08 телесеть Setanta, которая получила права на часть матчей, попыталась переманить Тайлера со Sky Sports, однако BSkyB предложила ему улучшение условий контракта, и Тайлер остался. 
Энди Грей, коллега Тайлера по комментаторскому дуэту, и Ричард Киз, соведущий Грея, потеряли работу на Sky Sports в январе 2011 года из-за своих сексистских высказываний. Вместо Грея регулярным напарником Тайлера стал Алан Смит, а позже репортажи часто стало вести трио Тайлера, Гари Невилла и Джейми Каррагера. В интервью несколько лет спустя Тайлер признал, что в ходе работы с Греем и Кизом тоже слышал от них некорректные высказывания и сам был объектом некоторых из них.  
Конец [матча] в Сандерленде. «Манчестер Юнайтед» сделал всё, что мог. Гола Руни хватило для трёх очков... «Манчестер Сити» здесь ещё борется... Балотелли... Агуэро-о-о-о!
Клянусь, вы больше никогда не увидите ничего подобного! Поэтому смотрите, упивайтесь!
Развязка сезона Премьер-лиги 2011/12 стала самым памятным моментом в карьере Тайлера и одним из самых известных в истории соревнования. К последнему туру за титул чемпиона боролись «Манчестер Сити» и «Манчестер Юнайтед». Все матчи тура проходили 13 мая 2012 года и начались в одно и то же время. «Сити» принимал «Куинз Парк Рейнджерс», которому угрожал вылет в Чемпионшип, а «Юнайтед» играл в гостях у «Сандерленда». Игру между «Манчестер Сити» и «КПР» комментировал Тайлер вместе с Нилом Куинном. Победа гарантировала бы «Сити» первое чемпионство Англии с 1968 года, однако к началу добавленного времени счёт был 1:2 в пользу «Куинз Парк Рейнджерс», который при этом играл в меньшинстве. В этой ситуации чемпионом должен был стать «Юнайтед», который выигрывал свой матч со счётом 1:0.   
На 92-й минуте «Манчестер Сити» сравнял счёт, а на 94-й — сразу после того, как матч в Сандерленде завершился победой «Юнайтед», — в последней атаке «Сити» мяч дошёл до нападающего Серхио Агуэро в штрафной площади «КПР». Когда Агуэро наносил удар и мяч летел в ворота, Тайлер протяжно выкрикнул «Агуэро-о-о-о!». После этого он выдержал несколько секунд паузы, пока телезрители видели празднования игроков и болельщиков, а затем сказал: «Клянусь, вы больше никогда не увидите ничего подобного!». Гол, забитый Агуэро за минуту до конца матча, принёс «Сити» победу и титул чемпиона Англии. Сайт Daily Mail сравнил комментарий к этому эпизоду с комментарием Кеннета Уолстенхолма для BBC в концовке финала чемпионата мира 1966 года, а Джейми Каррагер — с комментарием Брайана Мура для ITV на последних минутах матча «Ливерпуля» и «Арсенала», в которые определился чемпион Англии сезона 1988/89. Сам Тайлер заявлял, что стал знаменитым именно благодаря голу Агуэро.  
В августе 2022 года в интервью BBC Radio Тайлер вспоминал о начале трансляций Премьер-лиги на Sky Sports 30 лет назад и упомянул, что ему предшествовали «[давка на стадионе] „Хиллсборо“ и другие инциденты, связанные с хулиганством». К тому моменту несколько расследований показали, что в трагедии на «Хиллсборо» не было вины болельщиков. Поэтому слова Тайлера вызвали широкое возмущение, в том числе их осудили мэр ливерпульского региона Стив Ротерэм и депутат Палаты общин от Ливерпуля Пола Баркер. Футбольный клуб «Ливерпуль», болельщики которого погибли в давке, пригласил представителей BBC и Sky Sports для консультаций. Тайлер и BBC принесли публичные извинения в тот же день, когда вышло интервью.  
В конце сезона Премьер-лиги 2022/23 Тайлер впервые за всю историю соревнования не комментировал церемонию награждения чемпиона, «Манчестер Сити», из-за больного горла. В то же время на фоне финансовых трудностей BSkyB (c 2014 года — Sky) её стали покидать основные ведущие, репортёры и аналитики. В мае 2023 года Daily Mail сообщала, что Тайлер планирует продолжить работу на Sky Sports. Но 17 июня Тайлер и Sky объявили, что их 33-летнее сотрудничество закончилось, при этом Тайлер не завершает карьеру комментатора. Главным комментатором Sky Sports вместо Тайлера стал Питер Друри.

### Другие телесети
В 1988 году Тайлер познакомился с Доменико Галати, главой спортивной редакции австралийской телерадиокомпании Special Broadcasting Service (SBS). Через год Тайлер прокомментировал для SBS финал Кубка европейских чемпионов. Ещё через год, в 1990 году, когда Тайлер покинул ITV и потерял место в команде комментаторов, которую телесеть отправила в Италию на чемпионат мира, Галати предложил ему прокомментировать большинство матчей ЧМ для SBS. Таким образом Тайлер стал традиционным комментатором SBS на чемпионатах мира: он вёл репортажи для SBS со всех ЧМ с 1990 по 2006 год.
Чемпионат мира 2010 года в ЮАР Тайлер комментировал не на SBS, а для аудитории в США — на каналах спортивной телесети ESPN и одной из главных сетей страны, ABC. Помимо Тайлера, ESPN пригласила работать на ЧМ ещё трёх британских комментаторов: Иана Дарка, Эдриана Хили и Дерека Рея. Тайлер комментировал финальный матч, который транслировала ABC.
Договорённость ESPN с Тайлером изначально распространялась и на ЧМ-2014 в Бразилии. Но в январе 2014 года ESPN объявила, что по обоюдному согласию с Тайлером он не будет вести репортажи для ESPN, а его место главного комментатора телесети на ЧМ займёт Дарк. Матчи чемпионата Тайлер в итоге комментировал для SBS. Он продолжил работу с SBS и на следующих чемпионатах мира: ЧМ-2018 и ЧМ-2022.
После работы на ЧМ-2022 у Тайлера возникли проблемы с голосом, и весной 2023 года он обратился за медицинской помощью. При исследовании у Тайлера выявили кератоз голосовых складок (поражение складок, связанное с образованием на них кератина), и ему потребовалась операция и коррекционная терапия. В октябре 2023 года Тайлер вернулся к работе и начал комментировать матчи Премьер-лиги для её международного вещателя Premier League Productions, а также матчи Лиги чемпионов.

### FIFAи другие видеоигры
В 1997—1998 годах издатель видеоигр Ubisoft выпускал в разных странах футбольный симулятор для Windows под названиями World Football 98, Puma World Football и другими. Эта игра стала дебютной для Тайлера в качестве комментатора в видеоигре. Для комментариев к матчам World Football 98 Тайлер записал 1100 реплик.
Позже Тайлер начал сотрудничать с компанией Electronic Arts (EA). Голоса Тайлера и Энди Грея как комментаторов Sky Sports использовались в официальных видеоиграх Премьер-лиги 1999—2000 годов: симуляторах The F.A. Premier League Stars и The F.A. Premier League Stars 2001 и менеджере The F.A. Premier League Football Manager 2000. 
В 2006 году Тайлер в паре с Греем стал комментатором в симуляторах FIFA, главной серии футбольных видеоигр от EA. Комментарий Тайлера использовался в FIFA 07 на Xbox 360, первой игре FIFA на консолях седьмого поколения, и в последующих релизах на Xbox 360 и PlayStation 3. На персональных компьютерах озвучка от Тайлера впервые появилась в 2010 году в FIFA 11. В следующей игре, FIFA 12, у Тайлера сменился напарник: как и на Sky Sports, вместо Грея вторым комментатором стал Алан Смит. 
EA продолжила сотрудничество с Тайлером и Смитом, когда в 2013 году выпустила FIFA 14 на консолях восьмого поколения — PlayStation 4 и Xbox One. Комментарии Тайлера и Смита использовались в играх серии до FIFA 20 включительно. В следующей части, FIFA 21 2020 года, их сменили Дерек Рей и Ли Диксон. 

## Карьера тренера
Тайлер стал совмещать работу комментатора и тренера в 2005 году. Его сын Адам играл за молодёжную команду полупрофессионального клуба «Кобхэм» (англ. Cobham F.C.). Команду тренировал Алан Доусон, который параллельно играл за другой полупрофессиональный клуб «Уолтон энд Хершам» (англ. Walton & Hersham F.C.). Тайлер помогал ему тренировать «Кобхэм». Когда Адам перестал играть и стал готовиться к поступлению в колледж, а Доусон стал играющим тренером «Уолтон энд Хершам», он попросил Тайлера стать его ассистентом. 
После «Уолтон энд Хершам» Доусон и Тайлер продолжили сотрудничество и тренировали «Кингстониан» и «Хэмптон энд Ричмонд Боро». В 2018 году Доусон возглавил «Уокинг», и Тайлер стал тренером в клубе, за который болел с детства. В августе 2018 года на матче «Уокинга» в гостях у «Уилдстона» болельщик «Уилдстона» ударил Тайлера. Тайлер назвал инцидент «незначительным, но печальным». 
После того как в феврале 2022 года Доусона уволили из «Уокинга» за неудовлетворительные результаты, он и Тайлер перешли в «Дартфорд», где работали до января 2024 года. В марте Доусон стал исполняющим обязанности главного тренера «Хемел Хемпстед Тауна». Тайлер входил в его тренерский штаб до конца сезона. В апреле оба покинули клуб.